# غاري موريسون
غاري موريسون (بالإنجليزية: Gary Morrison)‏ هو لاعب هوكي الجليد أمريكي، ولد في 8 نوفمبر 1955 في فارمنغتون في الولايات المتحدة.

## الحياة الشخصية
التقى موريسون بزوجته ليزا بيدرسون في جامعة ميشيغان عام 1973. وكلاهما كانا يتنافسان كرياضيين في جامعة ميشيغان. بيدرسون كسبّاح وموريسون كلاعب هوكي. بعد الزواج عام 1982 رزقا بثلاثة أطفال معًا.

## وصلات خارجية
- غاري موريسون على موقع دوري الهوكي الوطني (الإنجليزية)
- غاري موريسون على موقع قاعة مشاهير الهوكي (لاعب أن.إتش.أل) (الإنجليزية)
- غاري موريسون على موقع EliteProspects.com (الإنجليزية)
- غاري موريسون على موقع HockeyDB.com (الإنجليزية)
- غاري موريسون على موقع Hockey-Reference.com (الإنجليزية)